# 4948 Hideonishimura
4948 Hideonishimura је астероид главног астероидног појаса чија средња удаљеност од Сунца износи 2,168 астрономских јединица (АЈ).
Апсолутна магнитуда астероида је 13,9.